# 瓦爾代高地

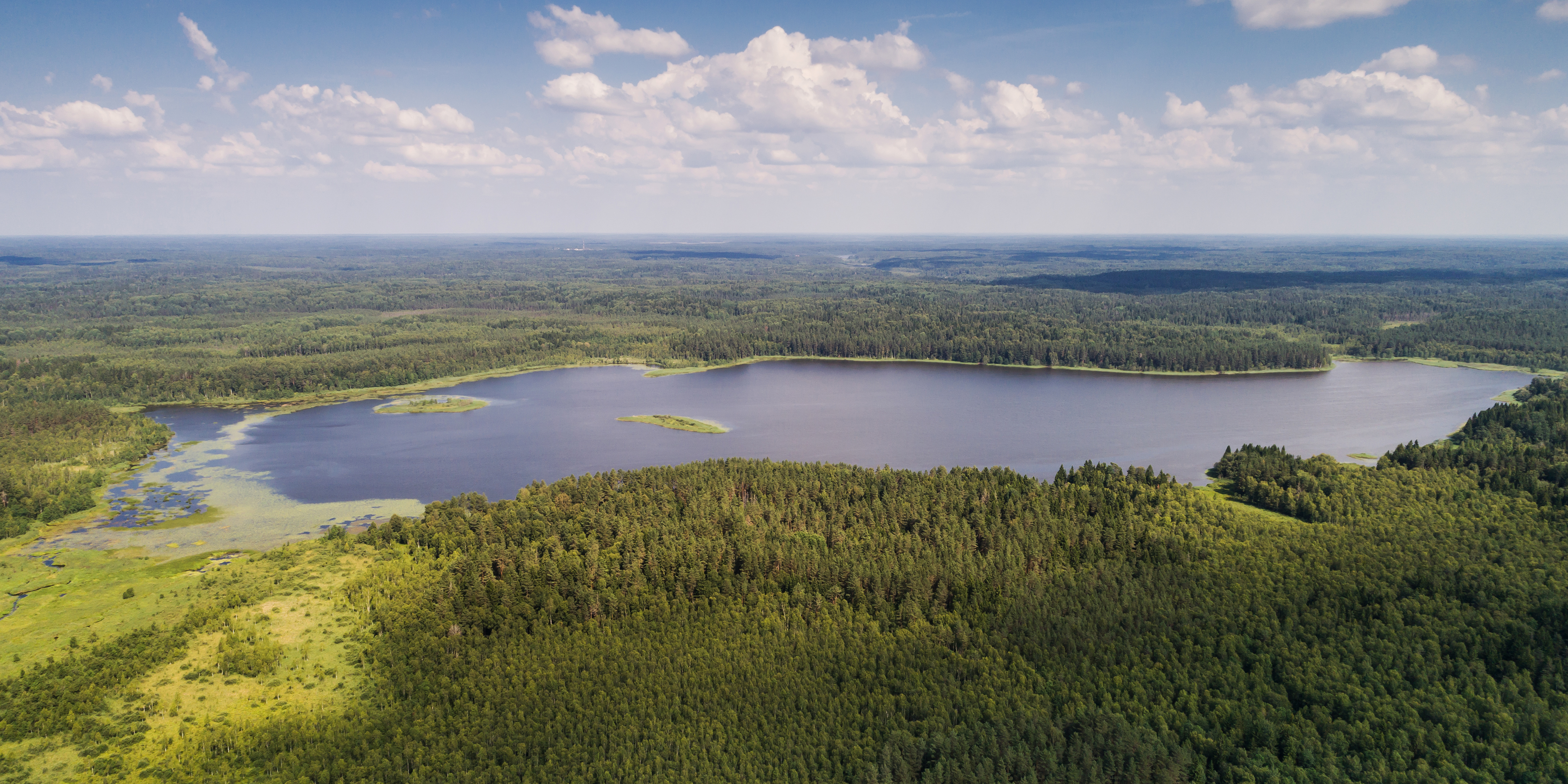
瓦爾代高地

瓦爾代高地（羅馬化：Valdayskaya vozvyshennost）位於俄羅斯中部，是中俄羅斯高地的延伸，海拔346.9公尺的最高點在上沃洛喬克附近，伏爾加河、道加瓦河、第聶伯河等河流均發源自瓦爾代高地。
57°00′N 33°30′E / 57.000°N 33.500°E